# Robert Crawford (Fußballspieler)
Robert Stuart „Bob“ Crawford (* 4. Juli 1886 in Blythswood; † 1950) war ein schottischer Fußballspieler. Der Abwehrspieler war vor dem Ersten Weltkrieg zunächst für den schottischen Zweitligisten FC Arthurlie aktiv und bestritt dann zwischen 1909 und 1915 insgesamt 115 Pflichtspiele für den englischen Erstligisten FC Liverpool.

## Sportlicher Werdegang
Crawford begann seine aktive Fußballerlaufbahn zunächst in der schottischen Heimat beim Zweitligisten FC Arthurlie. Obwohl der Klub zumeist auf den untersten Tabellenplätzen zu finden war, hatte er sich als junges Abwehrtalent, das sowohl auf der rechten als auch linken Seite eingesetzt werden konnte, einen Namen gemacht. So reiste mit Tom Watson der damalige Trainer des englischen Erstligisten FC Liverpool nach Glasgow und verpflichtete den damals 22-Jährigen im Januar 1909.
Gut drei Wochen nach seiner Ankunft debütierte der Neuling beim 4:1-Heimsieg gegen Leicester Fosse. Obwohl die nächsten beiden Partien gegen den FC Arsenal und sechs Wochen später gegen den FC Everton jeweils mit derben 0:5-Pleiten endeten, erlitten seine Ambitionen keinen nachhaltigen Schaden. Er absolvierte 20 Pflichtspiele in der Saison 1909/10 und gewann in diesem Jahr die Vizemeisterschaft, nachdem im Jahr zuvor nur knapp der Klassenerhalt bewerkstelligt worden war. In der Spielzeit 1910/11 erreichte Crawford mit 33 Einsätzen das Maximum in seiner Karriere und war dabei Stammspieler. Maßgeblich verantwortlich war dafür ein schlechter Saisonstart des FC Liverpool gewesen, der zur Folge hatte, dass Linksverteidiger Tom Chorlton seinen Platz in der Mannschaft verlor. Crawford, der zunächst die rechte Seite belegt hatte, ersetzte Chorlton fortan und Ephraim Longworth wurde zu seinem Abwehrpartner. Geschätzt wurde Crawfords clevere Spielweise und Schusshärte; dazu galt er trotz seiner vergleichsweise schmächtigen Statur als zweikampfstark. Dennoch verlor er mit nur 13 Ligaeinsätzen in den folgenden beiden Jahren seinen fixen Platz im Team und bis 1915 teilte er sich die Rolle des Linksverteidigers mit Bob Pursell. Der Ausbruch des Ersten Weltkriegs beendete dann faktisch seine Profifußballerlaufbahn. Crawford diente bis 1919 bei den Royal Engineers, setzte danach seine Sportlerkarriere nicht mehr fort und arbeitete stattdessen als Klempner.